# Wesmaelius vartianae
Wesmaelius vartianae är en insektsart som först beskrevs av H. Aspöck och U. Aspöck 1966.  Wesmaelius vartianae ingår i släktet Wesmaelius och familjen florsländor. Inga underarter finns listade i Catalogue of Life.